# 김민경 (1960년)
김민경(金旻徑, 본명: 김경애, 1960년 9월 27일~2021년 8월 16일)은 대한민국의 배우였으나 드라마 밥이 되어라 이후로 영화 유체이탈자, 초록밤, 1947 보스톤의 작품인 김민경의 동시 유작이다.

## 학력
- 서울사이버대학교 중퇴

## 출연작

### 영화
- 《1947 보스턴》(유작)
- 《초록밤》(2022년) - 어머니 역(유작)
- 《유체이탈자》(2021년) - 전 회장 역(유작)
- 《파이프라인》(2021년) - 현순 역
- 《얼굴없는 보스》(2019년) - 상구 모 역
- 《소공녀》(2018년) - 현정 시모 역
- 《헬머니》(2015년) - 한복집여주인 역(특별출연)
- 《시선》(2014년) - 송권사 역
- 《33리》(2013년)
- 《심장이 뛴다》(2011년) - 안숙희 역
- 《페어 러브》(2011년) - 형수 역
- 《이태원 살인사건》(2009년) - 중필 모 역
- 《처음 만난 사람들》(2009년) - 양 마담 역
- 《울학교 이티》(2008년) - 치마 1 역
- 《두 사람이다》(2007년) - 지선 모 역
- 《전설의 고향》(2007년) - 현식 모 역
- 《타짜》(2006년) - 고니 모 역
- 《공공의 적》(2002년) - 홍식 처 역
- 《애니깽》(1997년)
- 《러브 스토리》(1996년) - 강의실 여학생 역
- 《무소의 뿔처럼 혼자서 가라》(1995년) - 미숙 역
- 《두 여자 이야기》(1994년)
- 《간통》(1989년) - 귀부인 2 역
- 《불춤》(1986년)
- 《양귀비》(1985년)
- 《밤을 먹고 사는 여인》(1985년)
- 《홍병매》(1984년)
- 《여자는 남자를 쏘았다》(1984년)
- 《초대받은 성웅들》(1984년)

### 드라마
- 《마우스》(2021년, tvN) - 피해자 송수정 송수호 모 역
- 《밥이 되어라》(2021년, MBC) - 맹순 역
- 《터널》(OCN, 2017년) - 명의도용 피해자 고아라의 어머니 역
- 《옥중화》(MBC, 2016년) - 김상궁 역
- 《너를 기억해》(KBS2, 2015년) - 박수용의 어머니 역
- 《킬미힐미》 (MBC, 2015년) - 차도현네 가사도우미 역
- 《피노키오》 (SBS, 2014년~2015년) - 이웃집 할머니 역
- 《오만과 편견》 (MBC, 2014년~2015년) - 판사 역
- 《전설의 마녀》 (MBC, 2014년~2015년) - 마도현의 간병인 역
- 《불꽃 속으로》(TV조선, 2014년) - 태형 母 역
- 《갑동이》(tvN, 2014년) - 김은지의 어머니 역
- 《주군의 태양》(SBS, 2013년) - 쓰레기통 귀신의 부인 역
- 《특수사건 전담반 TEN 2》(OCN, 2013년) - 정희주의 어머니 역
- 《내 딸 서영이》(KBS2, 2012년) - 이은숙 역
- 《신들의 만찬》(MBC, 2012년) - 바자회에 참석한 여자 역
- 《해를 품은 달》(MBC, 2012년) - 민상궁 역
- 《서울의 달》(MBC, 1994년) - 보람엄마 역
- 《인현왕후》(MBC, 1988년)
- 《한지붕 세가족》(MBC, 1986년)

## 수상
- 1981년 대한민국연극제 신인상